# Mate Bilić
Pour les articles homonymes, voir Bilić.
Mate Bilić est un footballeur international croate né le 23 octobre 1980 à Split, qui évolue au poste d'attaquant pour le RNK Split en Croatie.

## Palmarès

### Club
- Hajduk Split
  - Champion de Croatie en 2001.
  - Vainqueur de la Coupe de Croatie en 2000.
  - Finaliste de la Coupe de Croatie en 2001.
- Rapid Vienne
  - Champion d'Autriche en 2008.